# Сан Касл (Флорида)
Сан Касл (енгл. San Castle) насељено је место без административног статуса у америчкој савезној држави Флорида.

## Демографија
По попису из 2010. године број становника је 3.428.
| Група             | 2000.    | 2010.         |
| Белци             | 0 (0,0%) | 874 (25,5%)   |
| Афроамериканци    | 0 (0,0%) | 1.325 (38,7%) |
| Азијати           | 0 (0,0%) | 26 (0,8%)     |
| Хиспаноамериканци | 0 (0,0%) | 1.134 (33,1%) |
| Укупно            | 0        | 3.428         |